# San Giorgio della Richinvelda
San Giorgio della Richinvelda (San Zorç da la Richinvelde in friulano standard, San 'Sors nella variante locale) è un comune italiano di 4 572 abitanti del Friuli-Venezia Giulia.

## Storia

### Antichità e Medio Evo
Il territorio era abitato sin dall’epoca romana poiché era percorso da una strada chiamata “Giulia” o “Germanica” e delimitato dai tre corsi d’acqua (Meduna, Cosa, Tagliamento) come si nota dalle tracce dell’antica centuriazione romana, oltreché alla scoperta di numerosi reperti nelle frazioni di Provesano, Gradisca e quella più importante nella vicina Arzene alla fine degli anni novanta del Novecento. 
La popolazione si consolidò probabilmente nel periodo dalla dominazione longobarda (568-774 d. C.). La Plebem S. Georgei è stata per la prima volta citata nel 1186 da papa Urbano III. In tale documento il pontefice riconosceva al vescovo di Concordia Gionata la giurisdizione spirituale su quaranta pievi, tra la quali anche quella di San Giorgio. Nel 1169 la pieve venne annessa alla mensa capitolare di Concordia. La pieve di San Giorgio appartenne al Patriarcato di Aquileia forse sin dal 996 con il diploma dell’imperatore Ottone III. 
La Richinvelda fu una grande unità ecclesiastica ma anche una grande unità territoriale comitale della Marca friulana. Taluni storici ritengono che la pieve fosse ancora più antica, del V o VI secolo, ossia prima della calata dei Longobardi. Non sappiamo ancora oggi se la matrice della pieve antica sorgesse nel luogo dell’attuale dedicata a San Giorgio oppure in un'altra località. Prendendo come riferimento il suo nome completo come lo apprendiamo dalla dizione medioevale "Plebis Sancti Georgii que dicitur Plebs de Cosa" possiamo supporre che la pieve prenda il nome dal vicino villaggio di Cosa o dall’omonimo torrente che scorre poco lontano. Il nome San Giorgio fu assegnato, si può presumere, per spostare la sede della pieve in un luogo più comodo e centrale rispetto all’intero territorio. Oppure possiamo supporre che questo nome fu dato in seguito al diffondersi nelle campagne, verso l'VIII secolo, del culto di San Giorgio. Sembra che a San Giorgio ci fosse il centro della giurisdizione religiosa e a Cosa il centro della giurisdizione laica.
I nobili titolari del più vecchio casato potrebbero esser stati Ulricus Ulfcherus e Olvradus de Cosa come si può ricavare da documenti databili al 1164. Il primo documento, invece, di indubbia attendibilità che attesta una giurisdizione civile sul territorio e sulla popolazione risale al 1281 quando il nobile Giovanni di Zuccola ottenne l’investitura feudale del territorio della Richinvelda, in seguito alla rinuncia di Walterpertoldo di Spilimbergo, prestigiosa casata di origine germanica (Spengenberg).
La giurisdizione ecclesiastica dell’antica pieve di San Giorgio comprendeva quindici parrocchie: Pozzo, Aurava, Cosa, Provesano, Barbeano, Gradisca, Rauscedo, Domanins, San Martino, Arzene, Valvasone, Rivis, Turrida, Grions, Redenzicco. 
Questa unità civile ed ecclesiastica rimase tale fino al XIV secolo. La “Grande Richinvelda” estesa alle quindici parrocchie e ville subì una prima frantumazione nell’ambito civile nel Trecento. Conosciamo da un documento che il 3 febbraio 1332 sanciva e regolava una divisione, che si era creata da accordi precedenti tra i signori di Spilimbergo e i signori di Valvasone, al fine di stabilire i confini dei loro feudi all’interno del territorio della pieve. Con questo accordo formale e definitivo, i Valvason detennero l’autorità civile signorile sulle ville di Valvasone, Arzene, San Martino e su Postoncicco e Arzenutto, località di San Martino. Il resto dei territori della pieve rimase sotto la giurisdizione dei signori di Spilimbergo.
Una seconda frammentazione si ebbe per quanto riguarda la giurisdizione ecclesiastica della pieve. Nel 1392 Provesano diventò parrocchia autonoma staccandosi da San Giorgio. Tale fu la parrocchia devota a San Leonardo. E nel 1479 fu la volta di Domanins a staccarsi dalla matrice e a costituire la parrocchia di San Michele Arcangelo. 
Fin dall’epoca signorile esistevano i consigli delle comunità rurali che ricalcavano un po’ il vecchio modello dell’epoca comunale: le vicinie con i capifamiglia. Furono questi i primi nuclei della parochia, detta anche communitas o universitas, dal cui nome nacquero poi le moderne parrocchie (nello stemma di Valvasone si nota la doppia V latina quale acronimo di Vniversitas Valvasonis). Erano presiedute da un sindico, chiamato anche podestà, meriga o degan. Le vicinie portarono ad una proliferazione dei comuni che iniziarono a coincidere con ogni paese o villa.

### Età moderna e contemporanea
Nel 1420 le ville della pieve di San Giorgio passarono, con tutto il Friuli, sotto il dominio della Serenissima.
Nel 1797, il Trattato di Campoformio del 17 ottobre consegnò il Friuli e il Veneto all’Austria asburgica. Con il 1806, anno dell’apogeo del Bonaparte e del suo Impero dopo la vittoria ad Austerlitz e la pace di Presburgo del 26 dicembre 1805, la terra del Friuli ritornò in possesso della Francia e l’imperatore suddivise il territorio in dipartimenti, distretti, cantoni e comuni. San Giorgio appartenne al dipartimento della Destra Tagliamento con capoluogo Treviso, distretto di Spilimbergo, cantone di Valvasone, comune con sede propria a San Giorgio. Con l’avvento di Napoleone cessò definitivamente il regime feudale e quindi anche i diritti e privilegi degli Spilimbergo che da quel momento i poi non esercitarono più la giurisdizione civile e criminale e nacque il Comune moderno. Con decreto del 28 giugno 1810 il comune di San Giorgio (detto “Al Tagliamento”) comprendeva gli attuali sette paesi più Gradisca.
Dopo la sconfitta di Waterloo del 18 giugno 1815 e la fine politica di Napoleone, il Friuli tornò nelle mani austriache. Siamo nel 1816 e l’impero degli Asburgo creò il Regno Lombardo-Veneto con le capitali a Milano e a Venezia. All’interno del regno si formò la Provincia del Friuli con capoluogo Udine e nello stesso anno nacque il comune di San Giorgio della Richinvelda con cinque frazioni: il capoluogo San Giorgio, Pozzo, Aurava, Rauscedo e Domanins. Provesano e Cosa appartenevano al comune di Barbeano. Nel 1818 esso fu smembrato e incorporato nel comune di Spilimbergo. Cosa entrò a far parte di San Giorgio della Richinvelda mentre Provesano andò sotto Spilimbergo. Ciò rimase invariato fino al 14 ottobre 1871 quando la frazione di Provesano scelse con un referendum popolare di entrare a far parte di San Giorgio della Richinvelda.
Nel 1866, il comune di San Giorgio della Richinvelda entrò a far parte del regno d'Italia di Vittorio Emanuele II e poi della Repubblica Italiana nel 1946 fino ai giorni nostri. Tra la fine dell’Ottocento e i primi decenni del Novecento l'unità della pieve si frantumò definitivamente. Dopo Provesano e Domanins, dalla matrice di San Giorgio Martire si staccò Rauscedo nel 1894 diventando Curazia Indipendente e parrocchia solo nel 1957; Aurava divenne curazia nel 1902 e fu elevata a parrocchia nel 1960 e nel 1986 unita a quella di Pozzo; Pozzo diventò curazia dal 1910 e parrocchia nel 1956 poi unitasi ad Aurava nel 1986; infine Cosa curazia dal 1912 e parrocchia nel 1956, unita a Provesano nel 1986.
La zona situata tra il capoluogo San Giorgio e la frazione Rauscedo è nota per la chiesetta di San Nicolò dove il 6 giugno 1350 spirò il patriarca Bertrando d'Aquileia. 
Il Comune è rinomato quale terra de “Le Radici del Vino” per la coltura intensiva della vite e del vino.

### Simboli
Lo stemma e il gonfalone sono stati concessi con decreto del presidente della Repubblica del 10 gennaio 1985.
Lo stemma comunale riproduce su campo d'argento, l'immagine di san Giorgio a cavallo nell'atto di trafiggere il drago con la lancia, posto sulla pianura erbosa di verde. Il gonfalone è un drappo di azzurro.

## Monumenti e luoghi d'interesse
Il perimetro del comune è disegnato dal fiume Tagliamento ad est e dal Meduna ad ovest, creando così un territorio naturale ed incontaminato, ricco di flora e fauna protette. Il Comune ospita uno dei luoghi sacri più importanti del Friuli, "la Richinvelda" dove appunto fu assassinato l'allora patriarca Bertrando di Aquileia. Lungo la strada provinciale che da Spilimbergo conduce a Zoppola, tra i paesi di San Giorgio della Richinvelda e Rauscedo, sorge infatti la chiesetta di San Nicolò dove morì il patriarca d'Aquileia Bertrando. La chiesetta conserva un altare del Pilacorte e nelle immediate vicinanze, nel luogo preciso in cui fu colpito a morte vi è un cippo eretto in memoria del fatto, visibile a poca distanza dalla chiesetta.
La Richinvelda. 

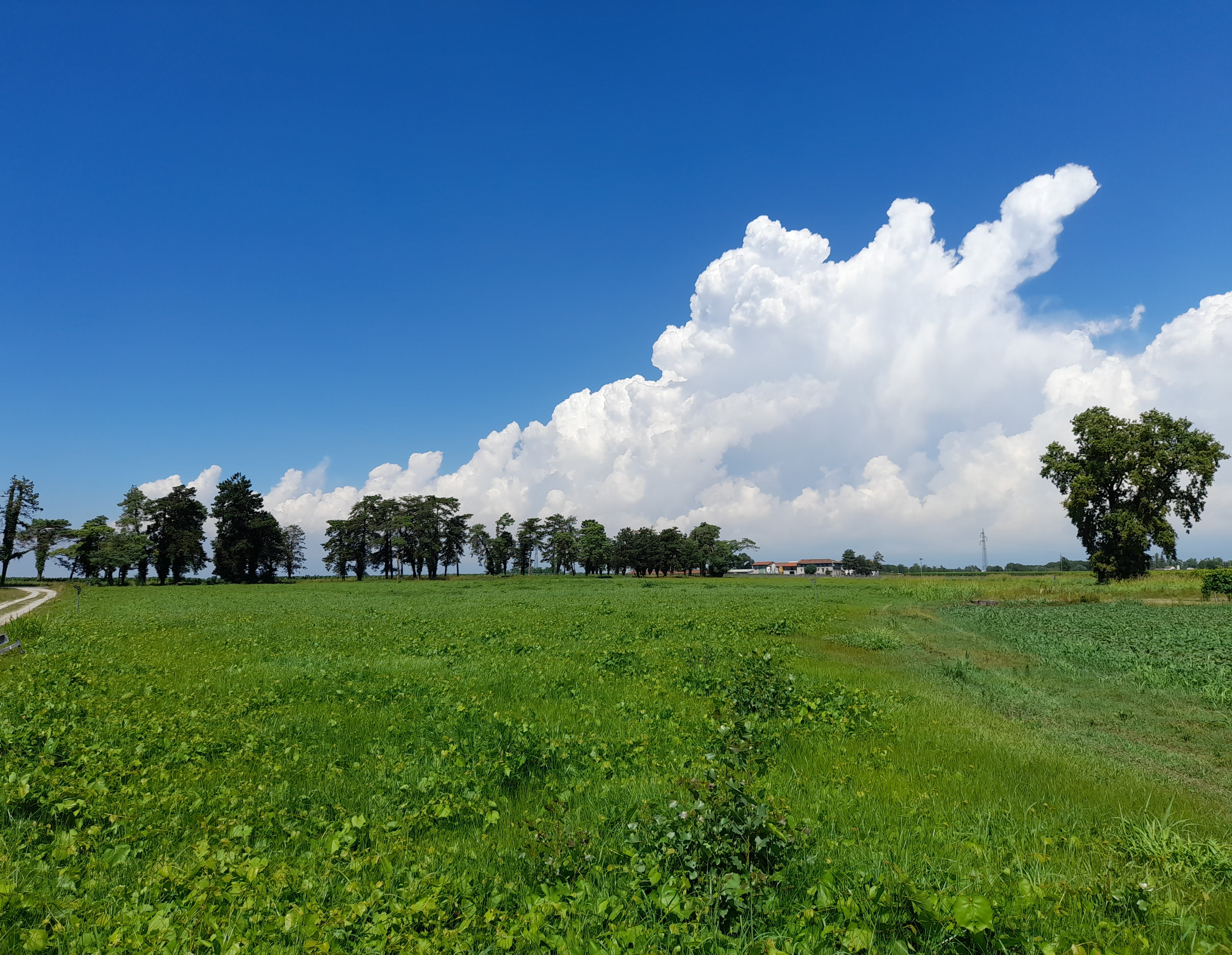
La Richinvelda

 Il termine designa anticamente una vasta area prativa che occupa la parte centrale del territorio (oggi è divisa tra il comune di San Giorgio e quello di San Martino). In questi prati c’era un tempo una pietra che segnava il confine tra i possedimenti dei signori di Spilimbergo e quelli di Valvasone. Il termine “Richinvelda” deriva dalla composizione di due parole: da "Arìchis" e del termine germanico “Wald”, “bosco”, per cui avrebbe il significato di “bosco di Arìchis”; secondo altri, invece, deriverebbe dall'unione dei termini tedeschi “Rik”, “zona ricca o regia”, e “Feld”, “campo”, per cui andrebbe interpretata nel senso di “prato regio o terra privilegiata”. Quindi, Richinvelda da un lato rappresenta una descrizione geografica, dall'altro, una condizione sociale e istituzionale di una certa importanza dovuta, non tanto ad un’economia e a un suolo fiorente, ma ad una serie di privilegi speciali di cui nell’Alto e Basso Medioevo l'antica Pieve di San Giorgio di Cosa godeva. Sin dal Trecento, in quel punto, i sacerdoti delle parrocchie di Valvasone, Arzene e San Martino effettuavano le rogazioni con i vangeli e le preci, giungendo assieme dinanzi ad una pietra posta a confine tra le due giurisdizioni. In questo luogo si trovavano le forche dove i signori di Spilimbergo esercitavano la giustizia tramite l’istituto germanico del “Gericht” la pena di morte.

### Architetture religiose
- Chiesa parrocchiale di San Giorgio. La chiesa risale alla fine del XIX secolo, ma le sue origini sono ben più antiche, dato che l'esistenza della pieve di San Giorgio della Richinvelda è attestata per la prima volta già nel X secolo.

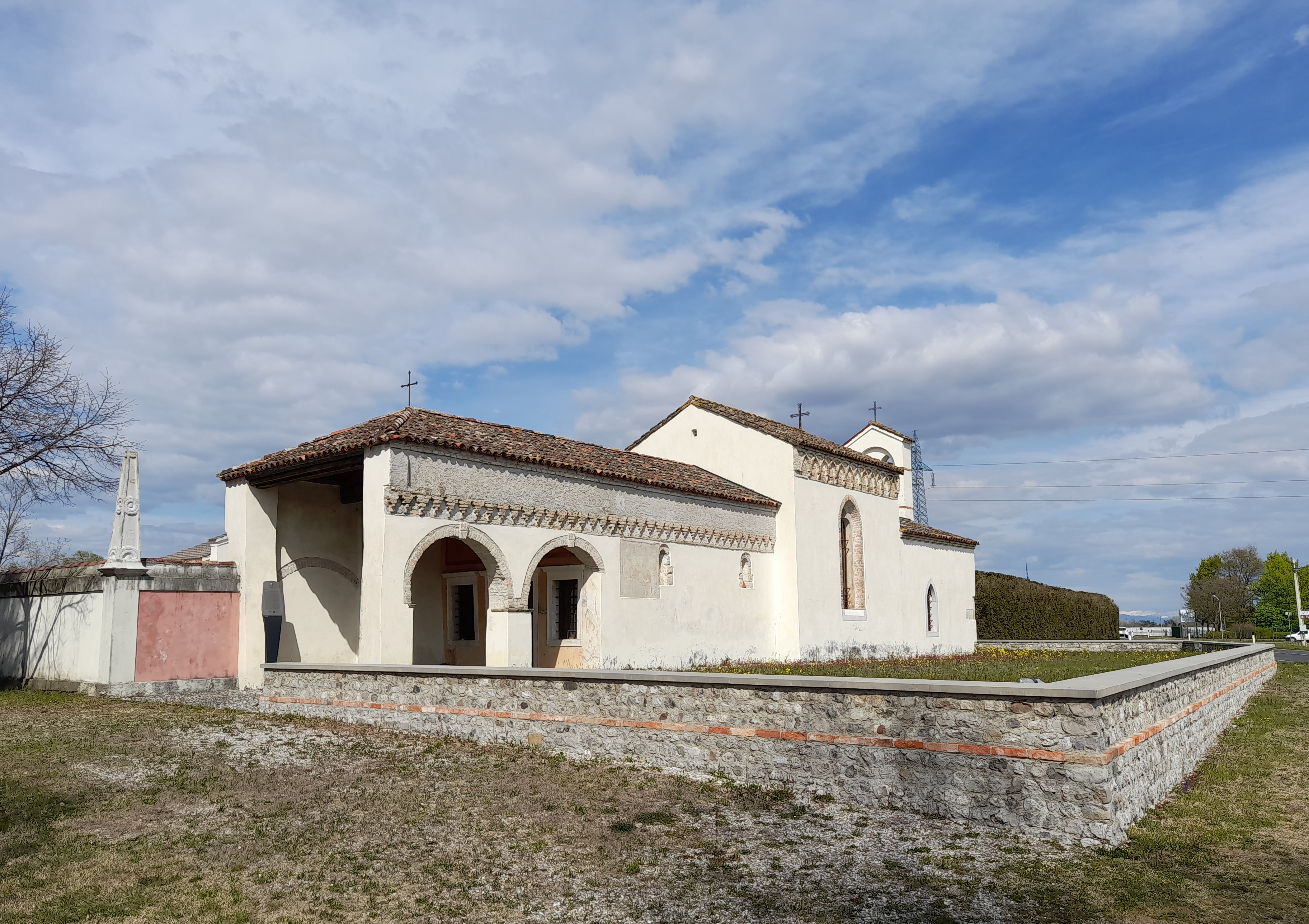
La chiesetta di S. Nicolò

- Chiesetta di San Nicolò della Richinvelda. La chiesetta di S. Nicolò La costruzione è databile tra i secoli XIII e XIV citata nel Glossario del Prampero1350-juxta ecclesiam S. Nicolai de Richinveldo. Gestita un tempo dal Pio Istituto Elemosiniero di S. Nicolò della Richinvelda poi soppresso dal Bonaparte nel 1807 il quale ne confiscò i beni e cedette poi la chiesetta al comune. Fu dedicata a San Niccolò di Myra (località della Licia in Turchia), conosciuto maggiormente come San Nicola di Bari che viene festeggiato il 6 dicembre. Questa chiesetta è entrata nella storia per aver ospitato le spoglie del Beato Bertrando patriarca di Aquileia, il francese Bertrand de Saint Geniès assassinato in un agguato premeditato avvenuto proprio in questa piana il 6 giugno 1350. Tale chiesetta è composta da un atrio, da un’aula, dal presbiterio e dal sacello dedicato al beato. Le due finestrelle della parete sud riflettono ancora lo stile romanico perché leggermente strombate all’esterno, così come le pareti esterne di diverso spessore.

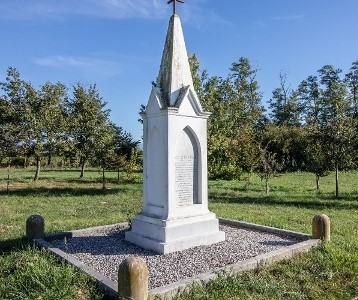
cippo del Beato Bertrando

- Cippo del Beato Bertrando. cippo del Beato Bertrando Un cippo era stato eretto nel prato circostante e proprio sul punto in cui il Patriarca Bertrando fu colpito a morte. Un'iscrizione riportava le parole: HIC INTERFECTUS FUIT BERTRANDUS PATRIARCA AQUILEJE(NSIS) IN PARTUS VIRGINIS M3L OCTAVO ID JUNII. L’antico cippo risaliva perlopiù a pochi anni dopo la morte di Bertrando. Una parte dell’iscrizione fu inserita in un obelisco costruito nel 1894 e collocato in luogo del cippo. Nel 1950 l'epitaffio fu collocato in un'area accanto alla chiesette di S. Nicolò.

### Architetture civili

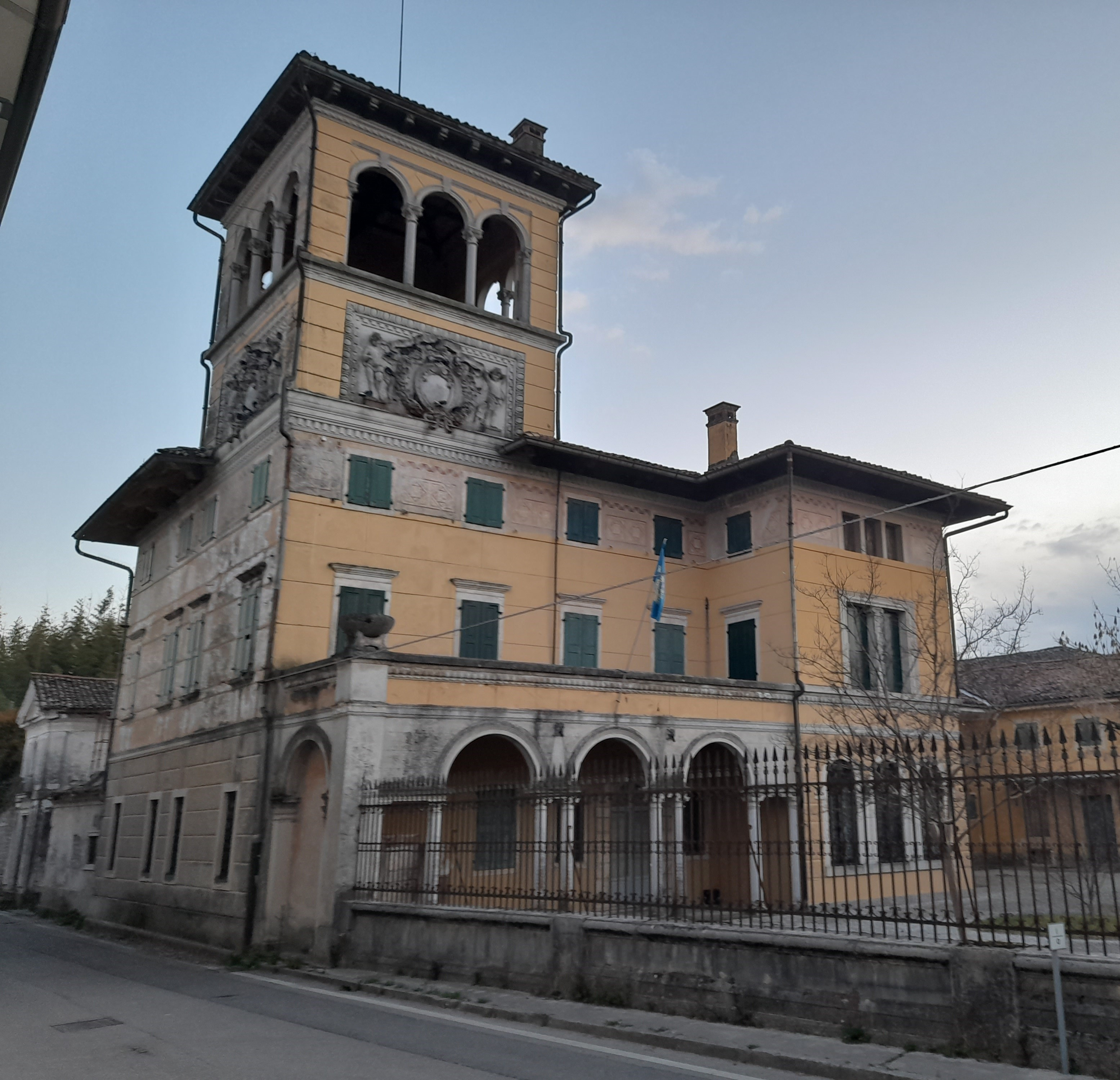
Palazzo Leoni-Pecile

- Palazzo Leoni-Pecile. L'edificio, che si trova in piazza Bertrando, risale al Settecento e fu opera della nobile famiglia veneziana dei Leoni. L'illustre Giovanni Battista Leoni ottenne il titolo di Marchese di S. Gallo di Moggio e in seguito a questo onorevole conferimento decise di trasferirsi in Friuli. Nel 1841, la famiglia Leoni si estinse e la sontuosa villa fu acquistata dieci anni dopo da Gabriele Luigi Pecile, noto agronomo e politico friulano (senatore del Regno d’Italia e sindaco di Udine) che ivi insediò la sua azienda villa dandola col passare del tempo in gestione al figlio Domenico, altro personaggio illustre della vita politica ed economica del Friuli tra Ottocento e Novecento. Entrambi furono importantissimi sperimentatori e innovatori nel campo dell'agricoltura e dell'allevamento. All’interno del cortile si trovano infatti: la barchessa, per l’attività amministrativa e agricola, le abitazioni dei coloni e dei braccianti, una cappella, le aiuole divise da percorsi pedonali, un grande giardino in cui un tempo c’era un orto e numerose piante ed essenze. Palazzo Leoni-Pecile La cappella è la chiesetta dedicata alla S.S. Trinità che risale al 1732, costruita dalla famiglia Leoni il cui stemma nobiliare campeggia al centro del timpano. Al suo interno spicca la pala marmorea della Trinità di Giuseppe Torretti (1661-1743) grande artista veneto che realizzò l’unica pala sulla Trinità esistente in Friuli. Villa Pecile è di proprietà privata e appartiene ai discendenti di Gabriele Luigi e Domenico. Nel 2003 fu il teatro principale nelle edizioni della manifestazione “Radici del vino”, evento ideato dall'amministrazione comunale e dedicato alle scoperte e invenzioni dei Pecile.
- Biblioteca civica (già Asilo-Monumento). Si trova in via Roma. L'edificio fu costruito inaugurato come Asilo-Monumento fondato dal cavalier Luchino Luchini il 4 novembre 1925, dedicato ai caduti della Grande Guerra. In epoca fascista fu la sede delle attività sociali e giovanili dell'epoca. Nel parco giardino sono state collocate le lapidi dei caduti nella Grande Guerra accompagnate da un’asta alzabandiera per le cerimonie di rito. Sul muro frontale dell’edificio è collocata un’iscrizione con i nomi dei caduti di tutte le guerre. Una lapide in pietra ad arco con al centro l'immagine del milite ignoto che volge il suo sguardo verso l'alto tenendo nella mano destra il pugnale della vittoria. Viene tenuto in piedi e accolto nel paradiso dalla Madre. Sull'arco è stata incisa la scritta "Qui apprendano i vivi a essere degni dei morti". Oggi l'edificio ospita la biblioteca comunale con annesso auditorium per le pubbliche riunioni. Nel parco si trova anche il Monumento ai donatori di sangue e la panchina rossa per la lotta al femminicidio.
- ex Sala del Littorio (oggi abitazione privata). L'edificio che un tempo era la Sala del Littorio è sito in via Roma. Era sede della Latteria Sociale Turnaria e poi durante il fascismo diventò la sala convegni, il 27 ottobre 1929 in omaggio alla 7ª ricorrenza della Marcia su Roma. Oggi è sede di uno studio dentistico e al primo piano si trova un’abitazione.

### Ville venete
- Villa Spilimbergo, Maniago, Attimis, Furlan. Si tratta di un edificio storico che a partire dal diciassettesimo secolo, fu edificato a più riprese. L'edificio sarebbe stata una delle diverse dimore dei conti di Spilimbergo.[7]
- Villa Spilimbergo Spanio. Si tratta di un complesso immobiliare storico, edificato tra il 1600 e 1700. Il salone principale della villa presenta affreschi realizzati da Giovanni Battista Canal e da Giovanni Borsato.[8]
- Villa Pecile. Costruita tra la fine del XVIII secolo e l'inizio del XIX secolo, la villa presenta una propria torretta privata, una cappella gentilizia e un ampio giardino.[9]

### Scuole e spazi pubblici
- Centro Educativo 'Tarcisio Petracco'. Plesso scolastico, situato tra via Armentarezza e via della Colonia, composto da materne, elementari, medie anche di discipline sportive intitolato a Tarcisio Petracco studioso e un insigne docente universitario della Università di Udine nato a San Giorgio nel 1910 e scomparso nel 1997. Esso comprende: la Scuola dell’infanzia Cav. Luchino Luchini; la Scuola Secondaria di Primo Grado Antonio Pilacorte; la Scuola Primaria Edmondo De Amicis. Quest’ultima è stata ampliata, con cerimonia di posa della prima pietra, il 25 marzo 2023, alla presenza del presidente della Regione Friuli-Venezia Giulia e la Nuova Scuola Primaria E. Amicis è stata inaugurata il 15 marzo 2025.
- Centro Sportivo Comunale 'Giacomino Pasquin'. Collocato nell'area del plesso scolastico dotato di un campo da calcio, un campo sintetico per il calcetto, uno per il tennis e due palestre intitolato a Giacomino Pasquin dirigente bancario, promotore di molte attività sociali e sportive nell’ambito comunale.
- Lago Colonia. Realizzato nel 1980 nell'edificio della ex Colonia Elioterapica, il lago è luogo per gare di pesca sportiva, per esercitazioni della Protezione Civile e della Croce Rossa, per l’incontro e la convivialità delle associazioni anche in occasione delle giornate ecologiche, dell’agricoltura e feste di associazioni, visite di scolaresche.
- Sede del Gruppo Alpini Richinvelda. Edificio sito nell'area antistante il centro sportivo comunale inaugurato il 12 giugno 1988 e intitolato al Ten. Col. Giovanni Antonio Sedran, fondatore del gruppo e poi capo dal 1972 al 1974. Il Gruppo Alpini Richinvelda appartenente alla Sezione di Pordenone si costituì il 31 maggio 1970 in seguito all’assemblea degli Alpini svoltasi nei locali della ex Latteria a San Giorgio il 30 novembre 1969.

### Altro
- Monumento ai donatori di sangue. Inaugurato nel 2013 dal sodalizio dell'A.F.D.S. San Giorgio della Richinvelda e collocato nel parco della Biblioteca civica. L'opera rappresenta il Pellicano simbolo della benemerita associazione è stata realizzata dall’artista Alfredo Pecile di Provesano.
- Pietra-Monumento "Truppe Alpine"". Nel 2015, in occasione del 45º anniversario di fondazione del Gruppo Alpini Richinvelda venne inaugurato il monumento in loro onore con istituzione dell'omonima via, situata nell’area vicino alla zona artigianale.
- Albero dei Giusti tra le nazioni. Piantumato e inaugurato dall'Amministrazione Comunale il 27 gennaio 2023, in concomitanza con la Giornata della Memoria a perenne ricordo di tutti i gentili che durante la seconda guerra mondiale prestarono il proprio aiuto e soccorso, rischiando la vita, nonché alle vittime dell’Olocausto e a tutti coloro che furono perseguitati e per motivi razziali o politici.

## Economia
- Banca 360 FVG filiale di San Giorgio della Richinvelda. Costituitasi a San Giorgio della Richinvelda nel 1891 come Cassa Rurale di Prestiti, oggi è la Banca 360 FGV con sede in via Richinvelda 4. L’atto di costituzione avvenne il giorno 29 novembre nello studio del dottor Domenico Pecile davanti al notaio dottor Carlo Marzona in Valvasone e al cappellano don Sante Pasquin in qualità di fidefaciente. Nacque ispirata ai principi della Cassa Rurale di Leone Wollemborg "… nella speranza di migliorare moralmente e materialmente le condizioni del Comune". Nel 1937 assunse il nome di Cassa Rurale ed Artigiana. Nel 1995, divenne la Banca di Credito Cooperativo di San Giorgio e Meduno la quale mutò denominazione nel 2012 assumendo quello di Friulovest Banca e nel 2023 di Banca 360 FVG.

- Circolo Agrario Cooperativo. Il circolo ha la sua sede nella zona artigianale C. Kechler. Nel 1892 sorse il Comitato per l’acquisto di materie utili per l’agricoltura con lo scopo di favorire gli acquisti e vendite di merci e prodotti e la cessione dei crediti tra i soci. Da questo comitato si formò verso la fine degli anni cinquanta il Circolo Agrario Cooperativo costituito per la vendita di sementi, attrezzature e accessori per l’agricoltura e il giardinaggio.

- Cantina Sociale "Vini San Giorgio". Sita oggi in via Stazione la Cantina Vini San Giorgio, istituita l’8 novembre 1951. La pergamena di fondamento recitava: “Per la salvezza della vite, per il miglioramento degli agricoltori che stanno fra Pinzano e Valvasone…”.

## Società

### Evoluzione demografica
Abitanti censiti

### Lingue e dialetti
A San Giorgio della Richinvelda, accanto alla lingua italiana, la popolazione utilizza la lingua friulana. Ai sensi della Deliberazione n. 2680 del 3 agosto 2001 della Giunta della Regione autonoma Friuli-Venezia Giulia, il Comune è inserito nell'ambito territoriale di tutela della lingua friulana ai fini della applicazione della legge 482/99, della legge regionale 15/96 e della legge regionale 29/2007.
La lingua friulana che si parla a San Giorgio della Richinvelda rientra fra le varianti appartenenti al friulano occidentale.

## Geografia antropica

### Frazioni
Il comune di San Giorgio della Richinvelda è composto da sette frazioni, nell'ordine alfabetico: Aurava, Cosa, Domanins, Pozzo, Provesano, Rauscedo, San Giorgio (capoluogo). 
Rauscedo è una frazione del comune nota per la produzione delle barbatelle.
La frazione di Pozzo ospita il museo della civiltà contadina, con una collezione inedita di strumenti di un tempo tipici della comunità rurale.

## Amministrazione
| Periodo | Periodo   | Primo cittadino   | Partito      | Carica  |
| ------- | --------- | ----------------- | ------------ | ------- |
| 1995    | 2003      | Sergio Covre      | Lega Nord    | Sindaco |
| 2003    | 2013      | Anna Maria Papais | Lista civica | Sindaco |
| 2013    | in carica | Michele Leon      | Lista civica | Sindaco |

## Sport
Nell'estate del 2003 il paese ha ospitato il Torneo Internazionale dell'Amicizia che ha visto partecipare molte importanti squadre giovanili. Oltre alle formazioni locali, il Torneo vantava la presenza di Parma, Juventus e Barcellona, con quest'ultima che mise in mostra Lionel Messi, allora sedicenne.